# دانشگاه آرکانزاس–فورت اسمیت
دانشگاه آرکانزاس در فورت اسمیت (به انگلیسی: University of Arkansas - Fort Smith) یکی از یازده دانشگاه مجموعه آموزشی ایالت آرکانزاس واقع در «فورت اسمیت» می‌باشد. این دانشگاه با حدود ۶۵۰۰ دانشجو در سال ۲۰۰۷ ششمین دانشگاه بزرگ آرکانزاس می‌باشد.
واحدهای درسی ارائه شده در این دانشگاه(براساس شهریه دولتی) نه تنها برای شهروندان آرکانزاس بلکه شهروندان ایالتهای لوئیزیانا، می سی سی پی، میسوری، اوکلاهما، تنسی و تگزاس نیز می‌باشد.